# 大苞柳
大苞柳（学名：Salix pseudospissa）为杨柳科柳属的植物，为中国的特有植物。分布在中国大陆的四川、甘肃、青海等地，生长于海拔4,600米的地区，多生在灌丛草甸中、河岸上及山沟斜坡上，目前尚未由人工引种栽培。